# Larry Gelbart
Larry Simon Gelbart (25 de febrero de 1928 - 11 de septiembre de 2009) fue un escritor, dramaturgo, guionista, director y autor de televisión estadounidense, más famoso como creador y productor de la serie de televisión M * A * S * H, y como coguionista de los musicales de Broadway City of Angels y A Funny Thing Happened on the Way to the Forum . 

## Biografía

### Inicio de su vida
Gelbart nació en Chicago, Illinois, de inmigrantes judíos Harry Gelbart, "un barbero desde su infancia en Letonia "  y Frieda Sturner, quien emigró a Estados Unidos desde D frombrowa Górnicza, Polonia . Marcia Gelbart Walkenstein era su hermana. 
Más tarde, su familia se mudó a Los Ángeles y asistió a Fairfax High School . Se alisto poco después de la Segunda Guerra Mundial, Gelbart trabajó para el Servicio de Radio de las Fuerzas Armadas en Los Ángeles.

### Televisión
Gelbart coescribió la farsa musical de Broadway Una cosa divertida sucedió en el Foro al Foro con Burt Shevelove y Stephen Sondheim en 1962. Después de que el programa recibió malas críticas y devoluciones de taquilla durante sus avances en Washington D. C., las reescrituras y la ayuda de reestructuración; fue un gran éxito de Broadway y actuó para 964 actuaciones. Su libro ganó un premio Tony. Una versión cinematográfica protagonizada por Zero Mostel y dirigida por Richard Lester, lanzada en 1966. Gelbart fue crítico con la película, ya que la mayoría de su libreto y de Shevelove fue reescrito en gran parte. 
En 1972, Gelbart fue una de las principales fuerzas detrás de la creación de la serie de televisión M * A * S * H, escribiendo el piloto (por el cual recibió un crédito "Desarrollado para televisión por __"); luego produjo, a menudo escribiendo y ocasionalmente dirigiendo la serie durante sus primeras cuatro temporadas, de 1972 a 1976. M * A * S * H le valió a Gelbart un Premio Peabody y un Emmy por la Serie de Comedia Sobresaliente y obtuvo un éxito comercial y crítico considerable. 

### Películas
El trabajo de pantalla más conocido de Gelbart es quizás el guion de Tootsie de 1982, que coescribió con Murray Schisgal . Fue nominado para un Premio de la Academia por ese guion, y también fue nominado al Oscar por su guion adaptado para Oh, Dios! protagonizada por John Denver y George Burns . Sobre su relación con el actor Dustin Hoffman en Tootsie, se informa que Gelbart dijo: "Nunca te involucres en una película donde la estrella ganadora del Oscar es más pequeña que la estatuilla". Más tarde se retractó de esta declaración, diciendo que era solo una broma. 
Colaboró con Burt Shevelove en el guion de la película británica de 1966 The Wrong Box . Gelbart también coescribió la película parodia de la era dorada Movie Movie (1978) protagonizada por George C. Scott en papeles duales, la comedia picante Blame It on Rio (1984) protagonizada por Michael Caine y la adaptación de Bedazzled de 2000 con Elizabeth Hurley y Brendan Fraser . 
Su guion para Rough Cut (1980), una película de líos protagonizada por Burt Reynolds, Lesley-Anne Down y David Niven, fue acreditada bajo el seudónimo de Francis Burns. 
Las películas para televisión escritas por Gelbart incluyeron Barbarians at the Gate (1993), una historia real sobre la batalla por el control de la corporación RJR Nabisco protagonizada por James Garner que se basó en el libro más vendido de ese nombre ; la comedia original Weapons of Mass Distraction (1997) protagonizada por Ben Kingsley y Gabriel Byrne como magnates rivales de los medios; y And Starring Pancho Villa as Himself (2003) protagonizada por Antonio Banderas como el líder revolucionario mexicano. 

### Broadway
Gelbart coescribió la farsa musical de Broadway Una cosa divertida sucedió en el Foro al Foro con Burt Shevelove y Stephen Sondheim en 1962. Después de que el programa recibió malas críticas y devoluciones de taquilla durante sus avances en Washington D. C., las reescrituras y la ayuda de reestructuración; fue un gran éxito de Broadway y actuó para 964 actuaciones. Su libro ganó un premio Tony. Una versión cinematográfica protagonizada por Zero Mostel y dirigida por Richard Lester, lanzada en 1966. Gelbart fue crítico con la película, ya que la mayoría de su libreto y de Shevelove fue reescrito en gran parte. 
Los otros créditos de Broadway de Gelbart incluyen el musical City of Angels, que le valió el Premio Drama Desk al Mejor Libro de un Musical, el Premio Tony al Mejor Libro de un Musical y un Premio Edgar . También escribió el Mastergate una sátira contra Irán, así como Sly Fox y una adaptación musical de la película de Preston Sturges Hail the Conquering Hero, cuyo desarrollo agotador inspiró a Gelbart a pronunciar lo que evolucionó en el clásico comentario: "Si Hitler está vivo, yo espero que esté fuera de la ciudad con un musical ".

### Memorias
En 1997, Gelbart publicó sus memorias, Laughing Matters: On Writing M*A*S*H, Tootsie, Oh, God! and a Few Other Funny Things .

### Bloguero
Gelbart fue un bloguero colaborador en The Huffington Post, y también participó regularmente en el grupo de noticias alt.tv.mash como "Elsig".

## Honores
En 1995, un Golden Palm Star en el Paseo de las estrellas de Palm Springs, California, fue dedicado a él.
Ganó un premio Tony por el libro de A Funny Thing Happened On The Way to The Forum.
Ganó un Premio Emmy a la Mejor Serie de Comedia en 1974 por M * A * S * H.
En 2002, Gelbart fue incluido en el American Theater Hall of Fame .
En 2008, fue incluido en el Salón de la Fama de la Televisión .

### Muerte
Gelbart fue diagnosticado con cáncer en junio de 2009 y murió en su casa de Beverly Hills el 11 de septiembre de 2009. Su esposa de 53 años, Pat Gelbart, dijo que después de estar casado durante tanto tiempo, "terminamos las frases del otro". Ella se negó a especificar el tipo de cáncer que tenía. Fue enterrado en el cementerio Hillside Memorial Park en Culver City, California .

## Créditos como escritor
- La taberna de Duffy (1941–1951) (Radio)
- El show de los botones rojos (1952) (TV)
- Honestamente, Celeste! (1954) (TV)
- La hora del César (1954–1957) (TV)
- El show de Patrice Munsel (1957) (TV)
- El show de Dinah Shore Chevy (1958) (TV)
- El show de Art Carney (1959) (TV)
- Startime (1959) (TV)
- Lo mejor de todo (1960) (TV)
- Hurra por el amor (1960) (TV)
- Una cosa divertida sucedió en el camino al foro (con Burt Shevelove ) (1962) (Teatro)
- La notoria casera (con Blake Edwards ) (1962)
- Judy y sus invitados, Phil Silvers y Robert Goulet (1963) (TV)
- La emoción de todo (1963) (solo historia)
- El show de Danny Kaye (1963) (TV)
- La caja equivocada (con Burt Shevelove ) (1966)
- ¡No con mi esposa, tú no! (con Norman Panama y Peter Barnes ) (1966)
- Un buen par (1967) (sin acreditar)
- Eddie (1971) (TV)
- La máquina de comedia Marty Feldman (1971) (TV)
- M * A * S * H (1972–1983) (TV) (también Cocreador, con Gene Reynolds )
- Roll Out (1973) (TV)
- Si te amo, ¿estoy atrapado para siempre? (1974) (TV)
- Karen (1975) (TV)
- Sly Fox (1976) (Teatro)
- Three's Company (1976) (TV) (piloto no emitido)
- ¡Oh Dios! (1977)
- Película Película (1978)
- Estados Unidos (1980) (TV)
- Corte áspero (1980) (como Francis Burns)
- Vecinos (1981)
- Tootsie (con Murray Schisgal ) (1982)
- AfterMASH (1983–1984) (TV) (también Creador)
- Culpa a Rio (1984)
- City of Angels (1989) (Teatro)
- Mastergate (1990) (Teatro)
- Bárbaros en la puerta (1993) (TV)
- Armas de distracción masiva (1997) (TV)
- Laughing Matters: Al escribir M * A * S * H, Tootsie, ¡Oh, Dios! Y algunas otras cosas divertidas (1999) (Autobiografía)
- C-Scam (2000) (TV)
- Deslumbrado (con Harold Ramis y Peter Tolan ) (2000)
- Y protagonizada por Pancho Villa como él mismo (2003) (TV)

## EpisodiosM * A * S * H
La siguiente es una lista de episodios M * A * S * H (42 en total) escritos y / o dirigidos por Gelbart. 

### Temporada uno (17/9/72–3 / 25/73)
- Episodio 1: El piloto (escrito)
- Episodio 4: "Jefe cirujano ¿Quién?" (Escrito)
- Episodio 11: "Germ Warfare" (escrito)
- Episodio 12: "Querido papá" (escrito)
- Episodio 18: "Querido papá. . . De nuevo "(escrito con Sheldon Keller )
- Episodio 21: "Sticky Wicket" (Teleplay con Laurence Marks )
- Episodio 23: "Alto el fuego" (Teleplay con Laurence Marks)
- Episodio 24: "Showtime" (Teleplay con Robert Klane; Historia)

### Temporada dos (15/9/73–3 / 2/74)
- Episodio 1: " Divided We Stand " (escrito)
- Episodio 2: "Five O'Clock Charlie" (escrito con Laurence Marks y Keith Walker)
- Episodio 6: "Kim" (escrito con Marc Mandel y Laurence Marks)
- Episodio 7: "LIP (personal indígena local)" (escrito con Carl Kleinschmitt y Laurence Marks)
- Episodio 9: "Querido papá. . . Three "(escrito con Laurence Marks)
- Episodio 11: " Continúa, Hawkeye " (escrito con Bernard Dilbert y Laurence Marks)
- Episodio 12: "La incubadora" (escrito con Laurence Marks)
- Episodio 13: "Deal Me Out" (escrito con Laurence Marks)
- Episodio 16: "Henry enamorado" (escrito con Laurence Marks)
- Episodio 19: "El pueblo elegido" (escrito Laurence Marks y Sheldon Keller)
- Episodio 20: "As You Were" (escrito con Laurence Marks)
- Episodio 21: "Crisis" (escrito con Laurence Marks)
- Episodio 23: "Mail Call" (escrito con Laurence Marks)
- Episodio 24: "A Smattering of Intelligence" (escrito con Laurence Marks; dirigido)

### Temporada tres (9/10/74–3/18/75)
- Episodio 1: "The General Flipped at Dawn" (Dirigido)
- Episodio 2: "Rainbow Bridge" (escrito con Laurence Marks)
- Episodio 4: "Iron Guts Kelly" (escrito con Sid Dorfman)
- Episodio 5: "O" (escrito con Laurence Marks)
- Episodio 10: "No hay nada como una enfermera" (escrito)
- Episodio 16: "Tablón de anuncios" (escrito con Simon Muntner)
- Episodio 17: " El Consultor " (Historia)
- Episodio 19: " Estación de ayuda " (escrito con Simon Muntner)
- Episodio 23: " Oro blanco " (escrito con Simon Muntner)
- Episodio 24: " Abisinia, Henry " (Dirigida)

### Temporada cuatro (9/12 / 75–2 / 24/76)
- Episodio 1: " Bienvenido a Corea " (escrito con Everett Greenbaum y Jim Fritzell)
- Episodio 3: "Sucedió una noche" (Teleplay con Simon Muntner)
- Episodio 9: " Quo Vadis, Capitán Chandler? " (Dirigido)
- Episodio 13: "The Gun" (escrito con Gene Reynolds )
- Episodio 15: "El precio del jugo de tomate" (escrito con Gene Reynolds)
- Episodio 18: "Hawkeye" (escrito con Simon Muntner; dirigido)
- Episodio 21: "Smilin 'Jack" (escrito con Simon Muntner)
- Episodio 22: "Cuanto más te veo" (escrito con Gene Reynolds)
- Episodio 23: "Diluvio" (escrito con Simon Muntner)
- Episodio 24: " La entrevista " (escrita y dirigida)

## Premios y nominaciones
Premios Óscar
| Año  | Categoría            | Película   | Resultado |
| ---- | -------------------- | ---------- | --------- |
| 1978 | Mejor guion adaptado | ¡Oh, Dios! | Nominado  |
| 1983 | Mejor guion original | Tootsie    | Nominado  |